# Skilloot
Skilloot, pleme američkih Indijanaca s obje obale rijeke Columbia u Washingtonu i nasuprot ušću Cowlitza u Oregonu. Značenje njihovog imena nije objašnjeno, a jezično su pripadali porodici Chinookan.  Skillooti su se sastojali od nekoliko bandi i imali više sela, od kojih je glavno bilo Cooniac na Oak Pointu na južnoj obali Columbije u okrugu Columbia, Oregon. Ovo selo posljednji je njihov ostatak nakon što su ih 1823. uništile razne epidemije.
Bande koje im se pripisuju su Hullooetell, za koje Lewis i Clark kaže da su bili brojni i živjeli sjeverno od Columbije, i koje treba uzeti s rezervom, jer su možda i članovi porodice Salishan. Seamysty ili Noowootsoo koji su do 1835. živjeli na ušću Cowlitza, i nedvojebno su to Thlakalama (Tlakalama) s ušća rijeke Kalama i Tlakatlala. Prema jeziku Skillooti pripadaju skupini Clackamas. 
Njihovo brojno stanje iznosilo je ptrema Mooneyu 3.250 (1780.), uključujući 250 Thlakalama. Kada je ekspedicija Lewis i Clark 1806. stigla u taj kraj, procijenili su im broj na 2.500. Njihov broj će se uskoro otopiti, pa ih je 1850. preostalo tek 200, a danas se vode kao nestali. 

## Vanjske poveznice
- Skilloot Indians  Arhivirana inačica izvorne stranice od 18. prosinca 2007. (Wayback Machine)